# 勢藤優花
勢藤 優花（せとう ゆうか、1997年2月22日 - ）は、日本の女子スキージャンプ選手である。北海道上川郡上川町出身。

## 経歴
幼稚園から上川町立上川中学校までは高梨沙羅と同級生で幼馴染であった。旭川龍谷高等学校在学時中の2014年12月のリレハンメル大会でスキージャンプ・ワールドカップに初出場した（32位）。続く第2戦の札幌大会で22位に入り初ポイントを獲得した。2015年のノルディックスキージュニア世界選手権アルマトイ大会では、ワールドカップと日程が重なるため高梨が出場せず、勢藤が日本のエース格として出場し、個人7位、女子団体3位のメンバーとなった。しかし、同年のノルディック世界選手権では個人ノーマルヒルに出場し31位で2本目に進めなかった。
2015年4月からは北海道メディカル・スポーツ専門学校に入学し、副校長の船木和喜の指導を受けている。2015/16シーズンも開幕戦から出場し、第7戦の蔵王大会で自己最高の5位に入賞、総合成績も日本の選手では高梨、伊藤有希に次ぐ17位となった。
2016/17シーズンは第18戦の平昌大会で5位となった。世界選手権では個人ノーマルヒルで14位。総合順位は前年を上回る12位となった。
2017年3月に専門学校卒業後は北海道ハイテクアスリートクラブに所属する。2017/18シーズンは、ワールドカップ総合13位、最終戦で自己最高の4位となった。平昌オリンピックでは個人17位であった。
2018/19シーズンは、ワールドカップ総合22位、世界選手権は個人ノーマルヒル28位であった。
2019/20シーズンは、ワールドカップ総合18位であった。
2020/21シーズンは、ワールドカップ総合30位、世界選手権は個人ノーマルヒル22位、女子団体4位のメンバーとなった。
2022年北京オリンピックでは個人14位だった。

## 主な競技成績

### オリンピック
- 2018年平昌オリンピック（ 韓国）
  - 個人ノーマルヒル 17位
- 2022年北京オリンピック（ 中国）
  - 個人ノーマルヒル 14位[3]

### 世界選手権
- 2015年ファールン大会（ スウェーデン）
  - 個人ノーマルヒル 31位
- 2017年ラハティ大会（ フィンランド）
  - 個人ノーマルヒル 14位
- 2019年ゼーフェルト大会（ オーストリア）
  - 個人ノーマルヒル 28位
- 2021年オーベルストドルフ大会（ ドイツ）
  - 個人ノーマルヒル 22位
  - 団体ノーマルヒル 4位（伊藤有希、勢藤優花、丸山希、高梨沙羅）

### ジュニア世界選手権
- 2015年アルマトイ大会（ カザフスタン）
  - 個人 7位
  - 団体 3位（丸山希、山田優梨菜、大井栞、勢藤優花）
- 2016年ルシュノヴ大会（ ルーマニア）
  - 個人 5位
  - 混合団体 6位（渡邉陽、伊藤将充、勢藤優花、小林陵侑）

### ワールドカップ
- 初出場: 2014年12月5日  ノルウェー・リレハンメル大会 - 32位
- 最高順位: 2018年3月25日  ドイツ・オーベルストドルフ - 4位

#### 総合成績
| 個人総合成績 | 個人総合成績 | 個人総合成績 | 個人総合成績 | 個人総合成績 | 個人総合成績 | 個人総合成績 |
| シーズン     | 総合         | 優勝         | 準優勝       | 3位          | 備考         |              |
| ------------ | ------------ | ------------ | ------------ | ------------ | ------------ | ------------ |
| 2014/15      | 27位         | 0回          | 0回          | 0回          |              |              |
| 2015/16      | 17位         | 0回          | 0回          | 0回          |              |              |
| 2016/17      | 12位         | 0回          | 0回          | 0回          |              |              |
| 2017/18      | 13位         | 0回          | 0回          | 0回          |              |              |
| 2018/19      | 22位         | 0回          | 0回          | 0回          |              |              |
| 2019/20      | 18位         | 0回          | 0回          | 0回          |              |              |
| 2020/21      | 30位         | 0回          | 0回          | 0回          |              |              |
| 合計         | ----         | 0回          | 0回          | 0回          |              |              |

#### 表彰台
| 女子団体 | 女子団体 | 女子団体           | 女子団体   | 女子団体 | 女子団体                            |
| シーズン | 開催日   | 開催地             | ヒルサイズ | 成績     | メンバー                            |
| -------- | -------- | ------------------ | ---------- | -------- | ----------------------------------- |
| 2017/18  | 12月16日 | ヒンターツァルテン | 108        | 優勝(1)  | 伊藤有希 岩渕香里 勢藤優花 高梨沙羅 |
| 2017/18  | 1月20日  | 蔵王               | 102        | 優勝(2)  | 岩渕香里 勢藤優花 伊藤有希 高梨沙羅 |

### サマーグランプリ
- 最高順位 4位

| シーズン | 順位 | ポイント |
| -------- | ---- | -------- |
| 2015     | 17.  | 63       |
| 2016     | 5.   | 112      |
| 2017     | 6.   | 156      |
| 2018     | 17.  | 77       |
| 2019     | 19.  | 34       |